# Louis Jules Trochu

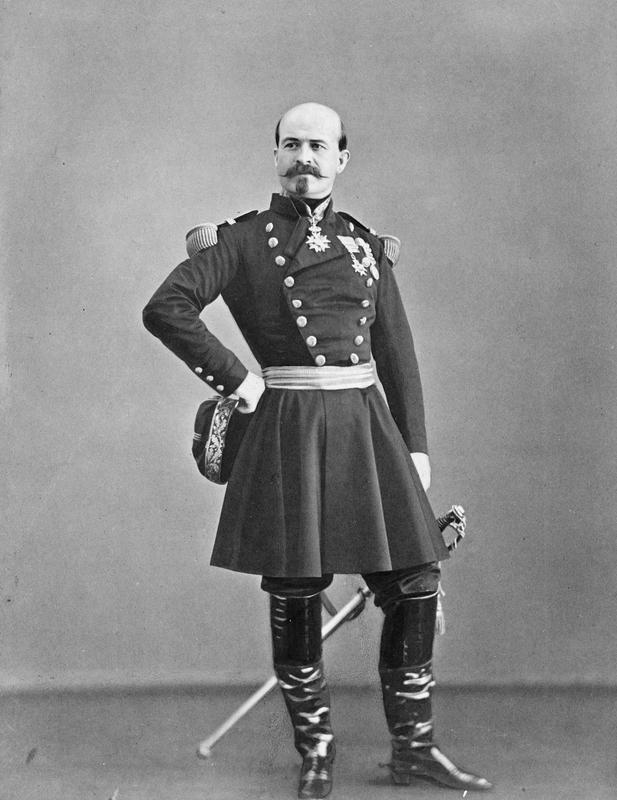
Louis Jules Trochu

Louis Jules Trochu (Belle-Île-en-Mer, 12 maart 1815 - Tours, 7 oktober 1896) was een Frans generaal en politicus.
Jules Trochu volgde een opleiding aan de prestigieuze militaire academie Saint-Cyr en hij werd in 1837 toegevoegd aan het stafcorps en in 1840 werd hij bevorderd tot luitenant en in 1843 tot kapitein. Hij diende onder maarschalk Bugeaud in Algerije en streed er bij Sidi Yoessoef en Isly. Maarschalk Bugeaud benoemde hem tot zijn adjudant en in 1845 werd hij bevorderd tot majoor en in 1853 tot kolonel. Tijdens de Krimoorlog (1854-1856) onderscheidde Trochu zich als adjudant van maarschalk Saint Arnoud en als commandant van de elitetroepen en later als generaal. Tijdens de Franse campagne in Italië voerde hij een divisie aan en werd hij onderscheidden met de benoeming tot Grootkruis in het Legioen van Eer.
Sinds 1866 werkte Trochu voor het ministerie van Oorlog en was belast met de reorganisatie van het Franse leger. In 1867 verscheen zijn boek L'Armée française en 1867, een bestseller waarvan in 1870 de twintigste druk verscheen. Het boek is doorspekt met Orléanistische sentimenten en werd daarom niet goed ontvangen door het keizerlijk hof. Het gevolg was dat Trochu zijn werk voor het ministerie van Oorlog moest staken en met halvering van zijn salaris werd gepensioneerd. Na het uitbreken van de Frans-Duitse Oorlog (1870) werd hem aanvankelijk een commando in het veld geweigerd, maar na de ernstige Franse verliezen in de eerste weken van de oorlog werd hij echter door keizer Napoleon III tot commandant van de troepen in het militaire kamp van Châlons benoemd en op 17 augustus 1870 gouverneur van Parijs en bevelhebber van alle Franse troepen in de Franse hoofdstad.
Energiek toog generaal Trochu ter werk om de hoofdstad te beschermen tegen de Duitsers die in de richting van Parijs marcheerden. Op 4 september, na de revolutie, werd Trochu president van de Regering van Nationale Verdediging (zowel staatshoofd als premier), de voorlopige regering van Frankrijk. Op 19 september was Parijs omsingeld door de Duitsers en begon een beleg 4 maanden. Trochu bezwoer de stad nooit over te geven aan de Duitsers. In januari 1871 begonnen de Duitsers met hun laatste grote offensief, en Trochu, die besefte dat de strijd gestreden was, trad als gouverneur af (22 januari). Zijn opvolger werd generaal Joseph Vinoy. Trochu bleef echter president van de Regering van Nationale Verdediging, na de wapenstilstand van februari 1871, trad hij af.
Na de oorlog werd generaal Trochu voor het departement Morbihan in de Franse Nationale Vergadering gekozen. In juli 1872 trok hij zich uit het politieke leven terug en in 1873 uit het leger.

## Werken
- Pour la vérité et pour la justice (1873)
- L'Armée française en 1879, par un officier en retraite (1879)

- Biblioteca Nacional de España: XX5217982
- Bibliothèque nationale de France: cb13322351q (data)
- Gemeinsame Normdatei: 117636460
- International Standard Name Identifier: 0000 0001 0909 3512
- Library of Congress Control Number: n2001066127
- Base Léonore: C/0/2
- Nationale Bibliotheek van Israël: 987007287780905171
- Nederlandse Thesaurus van Auteursnamen: 156342294
- SNAC: w68s8bpc
- Système universitaire de documentation: 067059805
- Virtual International Authority File: 64149608
- WorldCat: E39PBJx4tvTd8DjGPKfqv8BwYP

Lodewijk Napoleon Bonaparte · Louis Jules Trochu · Adolphe Thiers · Patrice de Mac Mahon · Jules Grévy · Marie François Sadi Carnot · Jean Casimir-Perier · Félix Faure · Émile Loubet · Armand Fallières · Raymond Poincaré · Paul Deschanel · Alexandre Millerand · Gaston Doumergue · Paul Doumer · Albert Lebrun · Vincent Auriol · René Coty · Charles de Gaulle · Georges Pompidou · Valéry Giscard d'Estaing · François Mitterrand · Jacques Chirac · Nicolas Sarkozy · François Hollande · Emmanuel Macron